# マローヤ
マローヤ（Maloja）は、スイス東南部のグラウビュンデン州マローヤ郡ブレガリアにある村。オーバーエンガディン地方最西端にあたる。

## 地理

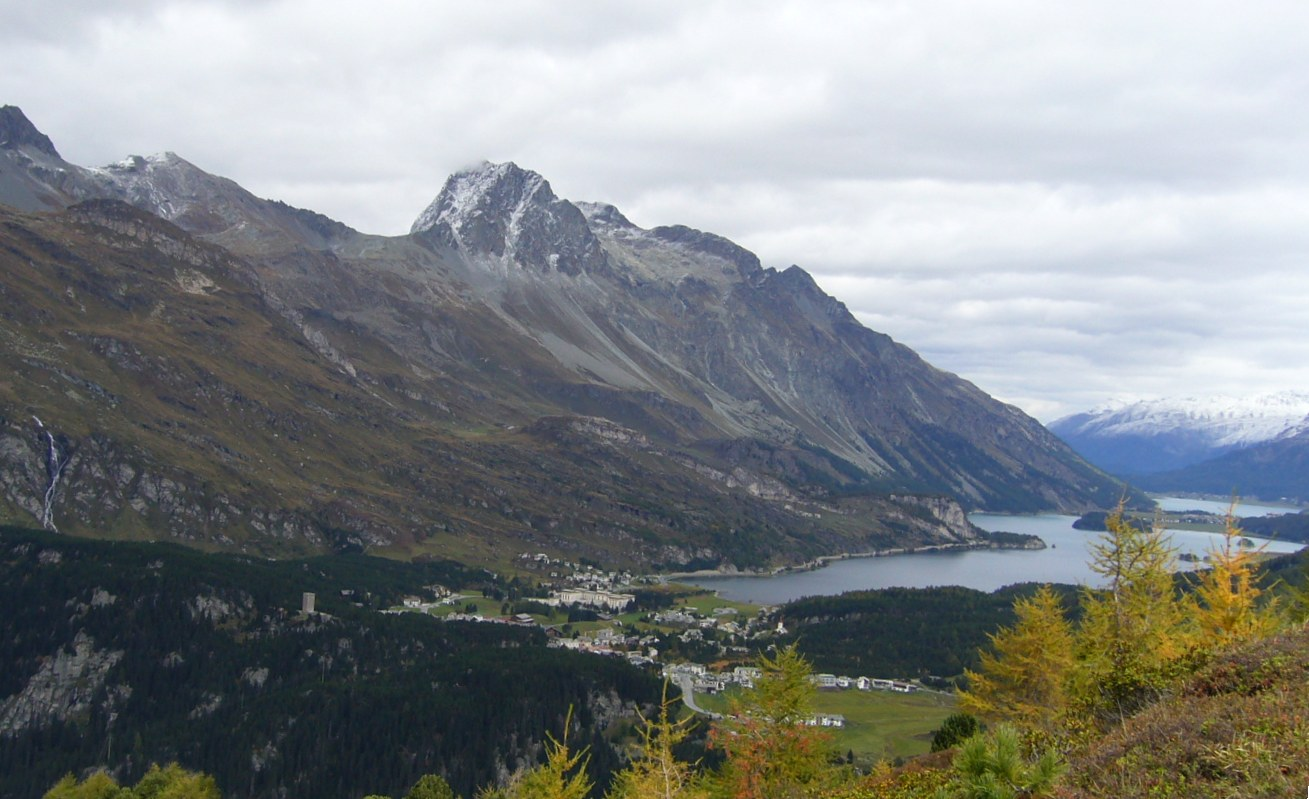
ベルヴェデーレ・タワーから見たマローヤ

シルス湖の端に位置する。キアヴェンナ（伊）からブレガリア谷を経てマローヤ峠を越えた地点（峠の東側）にあり、ブレガリア地方とオーバーエンガディン地方を結ぶ。人口330人（2012年9月現在）。行政上はブレガリア市に属しており、ブレガリア地方に属するが、地形的にはオーバーエンガディンの南西端に位置する。
マローヤはアルプスを題材に数多くの作品を残した画家、ジョヴァンニ・セガンティーニが晩年過ごした村として知られる。村にはセガンティーニのアトリエや墓があり、周辺の情景はセガンティーニの作品の中にも残されている。
村の中心部から徒歩約20分のところにあるのがベルヴェデーレ・タワー。1882年から1903年にかけ、中断期間を経て建てられた。もともとホテルとしてオープンしたが、その後建物自体は廃墟となり、現在はブレガリア谷を望む展望スポットとして一般公開されている。
ベルヴェデーレ・タワー付近には、氷河の浸食でできた歐穴が展示され、散策をしながら巡ることができる。サン・モリッツ St. Moritz, Bahnhofから定期路線バスで約35分。